# 古溪桥
古溪桥，位于浙江省龙泉市小梅镇黄南村西侧溪流，为石拱廊桥，龙泉廊桥之一。2013年作为处州廊桥的单体之一，列入全国重点文物保护单位。

## 历史
来凤桥始建于清道光十八年（1838年）。桥梁全长30米，有廊屋11间，拱跨15.5米，拱高5米。